# Gaunt's Common
Gaunt's Common är en ort i civil parish Hinton i Holt, i kommunen Dorset i grevskapet Dorset i England. Orten är belägen 14 km från Blandford Forum. Orten hade 520 invånare år 2020.